# 엑스노트
엑스노트(Xnote)는 LG전자가 만든 노트북 컴퓨터 시리즈이다. A1부터 Z1에 이르기까지 여러 LCD 크기에 걸쳐 분포해 있다. 2013년, LG 그램 등의 신제품 라인업으로 재편이 되어서 단종되었다.

## 제품 모델
- 엑스노트 A310(13.3인치)
- 엑스노트 A505(15.6인치)
- 엑스노트 A510(15.6인치)
- 엑스노트 A520(15.6인치)
- 엑스노트 A530(15.6인치)
- 엑스노트 C400(14인치)
- 엑스노트 C500(15.6인치)
- 엑스노트 X100(10.6인치)
- 엑스노트 X140(10.1인치)
- 엑스노트 X170(10.1인치)
- 엑스노트 X300(11.6인치)
- 엑스노트 P100(10.6인치)
- 엑스노트 P210(12.5인치)
- 엑스노트 P300(13.3인치)
- 엑스노트 P310(13.3인치)
- 엑스노트 P510(15.4인치)
- 엑스노트 R700(17인치)
- 엑스노트 P300(13.3인치)
- 엑스노트 E200, E300(12.0인치/13.3인치)
- 엑스노트 S900(19인치)
- 엑스노트 M500
- 엑스노트 R200(12.1인치)
- 엑스노트 E500-J/K
- 엑스노트 E500(15인치)
- 엑스노트 R710(17.1인치)
- 엑스노트 R590(15.6인치)
- 엑스노트 R580(15.6인치)
- 엑스노트 R570(15.6인치)
- 엑스노트 R560(15.6인치)
- 엑스노트 R510(15.4인치)
- 엑스노트 R500(15인치)
- 엑스노트 R490(14인치)
- 엑스노트 R480(14인치)
- 엑스노트 R470(14인치)
- 엑스노트 R410(14.1인치)
- 엑스노트 R405-A
- 엑스노트 R405(14.5인치)
- 엑스노트 R400
- 엑스노트 R380(13.3인치)
- 엑스노트 R310(13.3인치)
- 엑스노트 S210(12.1인치)
- 엑스노트 S510(15.4인치)
- 엑스노트 T280(11.6인치)
- 엑스노트 T290(11.6인치)
- 엑스노트 T380(13.3인치)
- 엑스노트 S550(약 15인치)
- 엑스노트 PS
- 엑스노트 Z1, Z2
- 엑스노트 W1
- 엑스노트 C1
- 엑스노트 A1
- 엑스노트 V1, V2
- 엑스노트 R1, R2
- 엑스노트 F1, F2
- 엑스노트 P2
- 엑스노트 M2
- 엑스노트 K2
- 엑스노트 LW25
- 엑스노트 TX
- 엑스노트 T1, T2
- 엑스노트 S1
- 엑스노트 P1
- 엑스노트 M1
- 엑스노트 K1
- 엑스노트 LW65, LW75
- 엑스노트 LS75
- 엑스노트 LE50, LB50
- 엑스노트 LW20
- 엑스노트 LW40
- 엑스노트 LW60, LW70
- 엑스노트 LM60, LM70
- 엑스노트 LS70
- 엑스노트 LS45, LS55
- 엑스노트 LP60
- 엑스노트 LS40a, LS50a
- 엑스노트 LM40a, LM50a
- 엑스노트 LU20
- 엑스노트 LT20
- 엑스노트 LS40, LS50
- 엑스노트 LM40, LM50
- 엑스노트 NZ3
- 엑스노트 NZ2, NZ4

## 스폰서
- XNOTE-인텔센트리노 곰TV 스타 인비테이셔널